# Orphan: First Kill
Orphan: First Kill è un film del 2022 diretto da William Brent Bell.
La pellicola è il prequel del film del 2009 Orphan, diretto da Jaume Collet-Serra.

## Trama
Estonia, 25 gennaio 2007. Leena Klammer è una trentunenne affetta da una patologia endocrina che la rende fisicamente identica a una bambina di 10 anni, ma con la maturità di un’adulta. Dopo vari furti a danni di famiglie che la credevano una bambina e un crimine più efferato, ella viene rinchiusa in un ospedale psichiatrico, venendo classificata come una dei pazienti più pericolosi. In concomitanza all'arrivo di una nuova dipendente presso il centro, la donna riesce a mettere a segno un piano che le consente la fuga, riesce a manipolare una guardia di sicurezza che entra nella sua stanza, per poi ucciderla rompendole il collo e infine provoca la morte del guardiano di sorveglianza, con l'aiuto di una donna pazza che, in cambio di caramelle, giustizia il custode con il suo stesso manganello. Leena si nasconde nella macchina della nuova dipendente, per poi intrufolarsi nell'abitazione di quest'ultima e, dopo averla uccisa con un piede di porco, fa una ricerca online, attraverso la quale scopre di essere fisicamente molto simile ad Esther Albright, una bambina americana scomparsa 4 anni prima. Leena si fa dunque ritrovare da un poliziotto in un parco giochi da sola e dichiara di essere Esther.
La famiglia di quest'ultima, composta dalla madre Tricia, il padre Allen e il fratello maggiore Gunnar, viene immediatamente avvisata. La mamma si precipita in Russia per portare con sé Leena, che già durante il viaggio riesce a interpretare quasi perfettamente il ruolo e a nascondere agli occhi altrui i segni di squilibrio. Una volta a casa, la finta bambina stabilisce immediatamente una forte connessione col suo nuovo padre, che è un pittore: da appassionata di pianoforte e pittura, la ragazzina sorprende tutti dimostrando tali propensioni e talenti, che non erano affatto propri di Esther. La psicologa infantile che ai tempi seguiva quest'ultima non si lascia tuttavia ingannare dalla sua recita, insospettendosi non appena Leena finge di riconoscere un pappagallo, il quale tuttavia non è lo stesso che Esther aveva conosciuto da piccola. La protagonista ascolta la conversazione tra la dottoressa e la madre della bambina, capendo dunque come correggere alcuni comportamenti.
Man mano che passano i giorni, l'attrazione di Leena per il padre di Esther aumenta sempre di più, sia sul piano affettivo che su quello sessuale. La donna inizia inoltre ad avere un rapporto conflittuale con Gunnar, il fratello di Esther, oltre a rendersi conto che il poliziotto che seguiva il caso della ragazzina nutra dei sospetti sulla sua effettiva identità. Leena tenta dunque di derubare la famiglia e scappare via, tuttavia non riesce a portare a termine il suo piano a causa dei sentimenti che prova per l'uomo. La donna si stabilisce definitivamente a casa Albright, stringe amicizia con un topo che era nascosto nella sua cameretta e decide di risolvere a modo suo la vicissitudine col poliziotto che ha seguito il caso della scomparsa e ha intuito che Esther e la ragazzina ritrovata non sono la stessa persona. Leena si nasconde in casa sua e tenta di ucciderlo accoltellandolo al collo, tuttavia viene sorpresa dalla madre che giustizia l'uomo con una pistola e le rivela una terribile verità: Esther è morta anni prima per mano di Gunnar, durante un litigio, e lei ha coperto suo figlio per evitarne l'arresto, senza rivelare nulla di ciò a suo marito e fingendo che la bambina fosse scomparsa. Al fine di conservare l'armonia nel rapporto che si è creata fra lei e il consorte dal ritorno di Esther, la donna acconsente a far sì che il gioco continui; in realtà, Tricia e suo figlio aspettano il momento più propizio per far uccidere la giovane, così da poter fare tutto senza destare sospetti. Gunnar vorrebbe dare inizio a un gioco perverso in cui Leena sarebbe costretta ad obbedire a ogni suo ordine pur di non tornare in manicomio, tuttavia la donna si ribella prontamente: ciò rende madre e figlio ancora più determinati ad ucciderla. Tricia prova a somministrarle del veleno attraverso il cibo, ma dopo aver saputo che il padre andrà ad una mostra per qualche giorno lasciandola quindi da sola, Leena va in camera e lo dà inconsapevolmente al proprio topo, che muore in poche ore. Il giorno dopo, quando il signor Albright è in partenza per la mostra d'arte e sua moglie impedisce che Esther vada con lui, Leena prova ad uccidere madre e figlio in stazione, spingendoli sotto un treno, senza tuttavia riuscirci. A questo punto la donna scappa via in macchina, ma Tricia, denunciando l'accaduto, la fa prelevare e riconsegnare a casa da una poliziotta.
Determinati a mettere fine alla storia, madre e figlio concordano nell'uccidere Leena, facendolo passare per un suicidio. Quest'ultima riesce a tenere testa ai due e quando Gunnar, campione di scherma, vorrebbe affrontarla armato di spada, lei risponde con una balestra, uccidendolo poi con la sua stessa spada. Dopo aver scoperto la morte di suo figlio, Tricia affronta fisicamente Leena e durante la lotta si sviluppa un incendio: le donne continuano a lottare, ritrovandosi infine sul tetto dell'abitazione mentre l'intero stabile va a fuoco. Allen ritorna a casa, ordina al tassista che lo accompagna di chiamare i vigili del fuoco e trova le due donne che, appese, stanno per cadere dal tetto, con Tricia che afferma che quella lì presente non sia la vera Esther. La donna perde la presa e muore precipitando e battendo la testa su un muretto, mentre l'uomo riesce a salvare Leena. Dopo alcuni istanti, a causa del calore sviluppatosi dall'incendio, la protesi dentaria di quest'ultima si scioglie e le cade dalla bocca, rivelando ad Allen come quella non sia effettivamente la sua vera figlia. Quando viene respinta dal suo amore, Leena lo scaraventa giù dal tetto, facendolo morire come la moglie. La presunta Esther viene quindi salvata e portata in un orfanotrofio, pronta per essere adottata da un'altra ignara famiglia.

## Produzione

### Sviluppo
Nel febbraio 2020 è stato annunciato che William Brent Bell avrebbe diretto un prequel di Orphan, intitolato Esther. Nel novembre dello stesso anno, il titolo è stato cambiato ufficialmente in Orphan: First Kill, ed è stato annunciato che Isabelle Fuhrman sarebbe tornata ad interpretare Esther.

### Riprese
Le riprese principali si sono svolte a Winnipeg tra il novembre e il dicembre 2020.

## Promozione
Il primo trailer del film è stato pubblicato il 14 luglio 2022.

## Distribuzione
L'anteprima del film è avvenuta in distribuzione limitata nelle sale statunitensi. È stato successivamente distribuito su Paramount+ il 19 agosto 2022.
In Italia è stato distribuito direttamente in home-video il 18 maggio 2023.